# フェンダー (自動車)
フェンダー(Fender)とは、自動車の部品、部位の一つである。回転するタイヤ自体から、あるいはタイヤによる石、泥、水などのはねから乗員や歩行者を保護する役割がある。アメリカ英語であり、イギリス英語では「ウイング（Wing）」とよばれる部分に相当する。

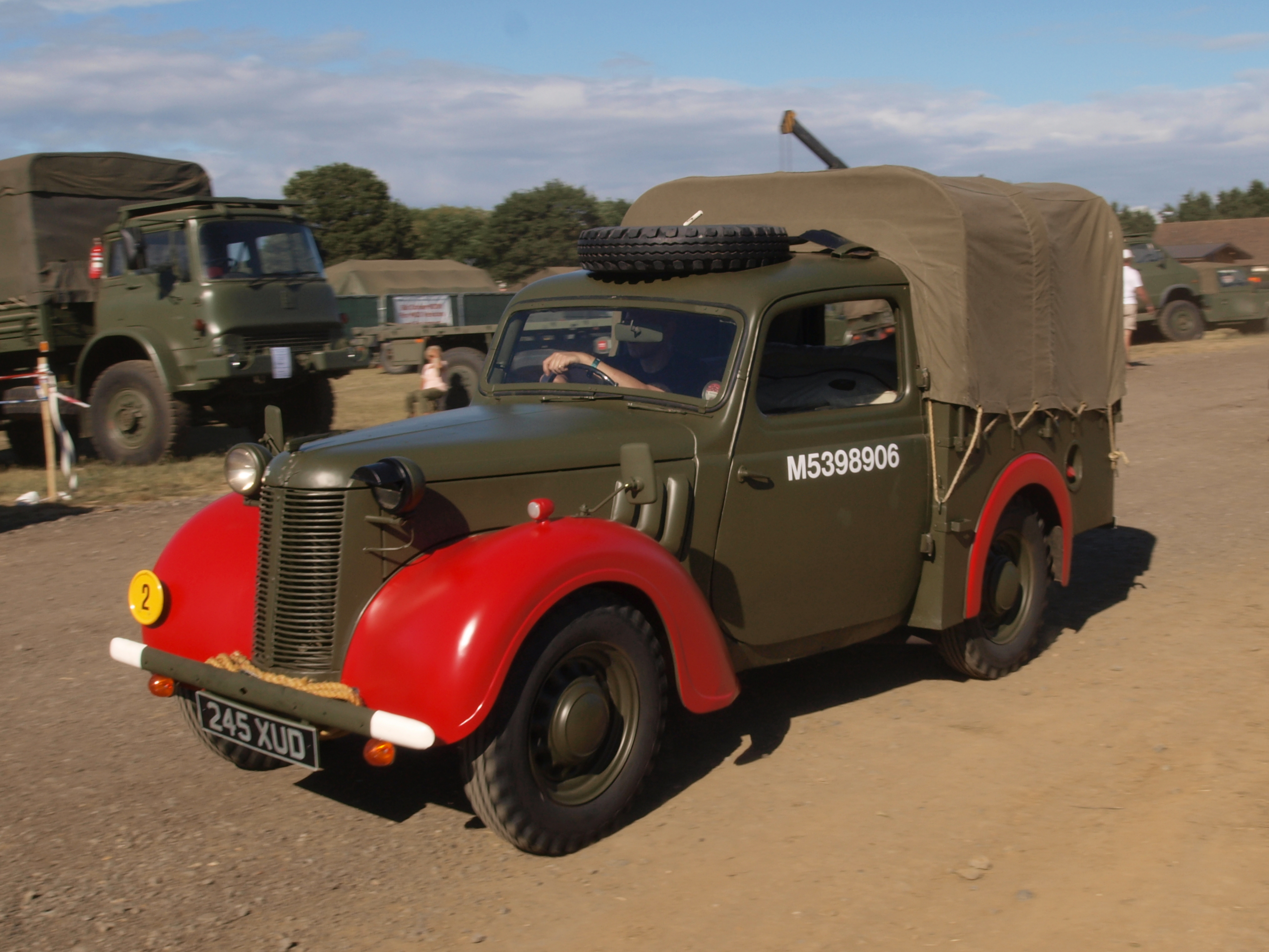
赤いフェンダーを持つオースチン・10

## 概要
フェンダーは当初はボディーから独立した部品であったが、1940年代末にフラッシュサイドと呼ばれるキャビンをフルワイズ化（キャビンをフェンダーと面一になるまで拡幅すること）するデザイン手法が確立されると、フェンダーはボディーの構造に取り込まれていき、現在ではほとんどの車種においてボディーと一体化したデザインが採用されている。

フェンダーはタイヤよりもずっと大きなサイズになっているが、これは、操舵やサスペンションの働きによって移動するタイヤとの接触を避けるためである。また、現代ではフェンダーが覆うのはタイヤの上部のみであるが、1940年代から1950年代にかけての一部の車種では、フェンダースカート（英語: Fender skirts）のようにホイールまで覆い隠すようなデザインのものもあった。
ホワイトウォールタイヤには、タイヤ側面が縁石などに接触して汚れることを防止するために、フェンダーにカーブフィーラー(en:Curb feeler)が装着される。タイヤが何かに擦られる前にカーブ・フェンダーが擦られて音を発することにより運転者に注意を促すもので、1950年代から1960年代に多く用いられた。
アメリカ英語では、小規模の自動車事故のことを「フェンダーが凹む程度」という意味で「フェンダー・ベンダー(fender bender)」と呼ぶことがある。
フォーミュラカーに代表される一部のレーシングカーのように、一切のフェンダー状のものが禁止されタイヤをむき出し（オープンホイール）とすることがルールで定められている車もある。一方でフェンダーのことを日本語で「泥よけ」等とも言うように、フェンダーが存在しないと水しぶきや泥しぶきが広範囲に飛び散る可能性があることから、特に日本などでは車検の際に「回転部分の突出禁止規定」（2017年〈平成29年〉6月22日より規制緩和）に基づき厳しくチェックされやすい。

## オーバーフェンダー
既存のフェンダーよりも太いタイヤを装着したりトレッドを広げたりする場合に、ボディーを完全に再製するのはコストを要することから、オーバーフェンダーや後述するブリスターフェンダー等と呼ばれるものを改造、後付けしたり、メーカーがオーバーフェンダー込みの設計で製造したりする。基本的には前述したように法令上の必要性にもとづくものだが、エアロパーツとしての役割を意識した、スタイリングを重視した設計やデザインの製品もある。
オーバーフェンダーは元のフェンダーの上に取り付けられる三日月状、あるいは台形状のホイールアーチに沿った部品で、取り付けはビス止めかリベット止めが多い（前述のように車検の際に判定が厳しいことがあり、粘着テープなどでは不可とされている）。S30型フェアレディZやC10型スカイラインGT-Rなど、1970年代ころまでの車（旧車）のカスタム手法としてよく見られる。

### ブリスターフェンダー
機能としてはオーバーフェンダーの一種で、プレスラインに沿ってフェンダー全体が外に膨らんだ形状とするもので、オーバーフェンダーよりも空力特性に優れるとされる。フロントはフェンダー部を丸々交換、リアはもとのボディーに付ける、といったものが多く、オーバーフェンダーと同様に粘着テープなどによる簡易的な装着は認められない。R32～34型スカイラインGT-Rやランチア・デルタといった車種では、メーカー純正でブリスターフェンダーが採用されている。